# قانون البنجاب أناند كاراج 2017
قانون البنجاب أناند كاراج عام 2017 هو مشروع قانون أقر بالإجماع من قبل مجلس مقاطعة البنجاب في باكستان لإضفاء الشرعية على حالة زواج السيخ في المقاطعة. قدم مشروع القانون راميش سينغ أرورا في عام 2017.